# 特兰日
特兰日（法語：Trungy，法語發音：[tʁœ̃ʒi] ⓘ）是法国卡尔瓦多斯省的一个市镇，属于巴约区。

## 地理
特兰日（49°11'49"N, 0°43'25"W）面积7.07 平方千米，位于法国诺曼底大区卡爾瓦多斯省，该省份为法国西北部沿海省份，北濒大西洋英吉利海峡，东北与滨海塞纳省以海上边界相接，东临厄尔省，南至奧恩省，西与芒什省接壤。
与特兰日接壤的市镇（或旧市镇、城区）包括：瑞艾蒙代、圣保罗迪韦尔奈、兰热夫尔、欧尔瑟勒。

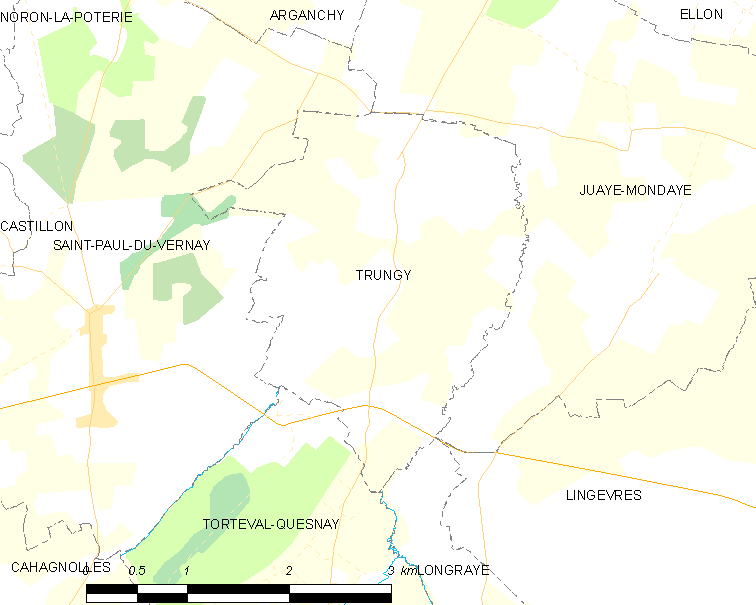
特兰日的OSM定位图

特兰日的时区为UTC+01:00、UTC+02:00（夏令时）。

## 行政
特兰日的邮政编码为14490，INSEE市镇编码为14716。

## 政治
特兰日所属的省级选区为特雷维耶尔县。

## 人口

1962-2008年间特兰日人口变化图示

特兰日于2022年1月1日时的人口数量为212人。